# Liste des distinctions de Jennifer Ehle
Cet article recense les distinctions obtenues par l'actrice Jennifer Ehle, comprenant les récompenses et nominations
 Sauf indication contraire, les informations mentionnées dans cette section peuvent être confirmées par la base de données cinématographiques IMDb,  présente dans la section « Liens externes ». et IBDb.

## Récompenses
| Année | Cérémonie                         | Prix                   | Catégorie                                                       | Film, série ou pièce |
| ----- | --------------------------------- | ---------------------- | --------------------------------------------------------------- | -------------------- |
| 1991  | Ian Charleson Awards              | Ian Charleson Awards   | Ian Charleson Awards                                            | Tartuffe             |
| 1992  | Radio Times Awards                | Radio Times Award      | Meilleure nouvelle venue                                        | The Camomile Lawn    |
| 1996  | British Academy Television Awards | BAFTA TV Award         | Meilleure actrice                                               | Orgueil et Préjugés  |
| 2000  | Tony Awards                       | Tony Award             | Meilleure actrice principale dans une pièce de théâtre          | The Real Thing       |
| 2000  | Variety Club Awards               | Variety Club Award     | Meilleure actrice principale dans une pièce de théâtre          | The Real Thing       |
| 2001  | Satellite Awards                  | Golden Satellite Award | Meilleure actrice dans un second rôle dans un film dramatique   | Sunshine             |
| 2007  | Tony Awards                       | Tony Award             | Meilleure actrice dans un second rôle dans une pièce de théâtre | The Coast of Utopia  |
| 2011  | Screen Actors Guild Awards        | SAG Award              | Meilleure performance d'une distribution dans un film           | Le Discours d'un roi |

## Nominations
| Année | Cérémonie                           | Prix                           | Catégorie                                   | Film, série ou pièce |
| ----- | ----------------------------------- | ------------------------------ | ------------------------------------------- | -------------------- |
| 1996  | National Television Awards          | National Television Award      | Actrice la plus populaire                   | Orgueil et Préjugés  |
| 1998  | BAFTA Awards                        | BAFTA Film Award               | Meilleure actrice dans un second rôle       | Oscar Wilde          |
| 2000  | Outer Critics Circle Awards         | Outer Critics Circle Award     | Meilleure actrice dans une pièce de théâtre | The Real Thing       |
| 2000  | Genie Awards                        | Genie                          | Meilleure actrice dans un rôle principal    | Sunshine             |
| 2000  | Laurence Olivier Awards             | Laurence Olivier Theatre Award | Meilleure actrice                           | The Real Thing       |
| 2007  | Outer Critics Circle Awards         | Outer Critics Circle Award     | Meilleure actrice dans une pièce de théâtre | The Coast of Utopia  |
| 2010  | Phoenix Film Critics Society Awards | PFCS Award                     | Meilleure distribution d'ensemble           | Le Discours d'un roi |
| 2011  | Phoenix Film Critics Society Awards | PFCS Award                     | Meilleure distribution d'ensemble           | Contagion            |
| 2013  | Georgia Film Critics Association    | GFCA Award                     | Meilleure actrice dans un second rôle       | Zero Dark Thirty     |